# いずみ唯
いずみ 唯（いずみ ゆい、1989年11月14日 - ）は、日本の元グラビアアイドル。元所属事務所は、エクセルヒューマンエイジェンシー。
愛称は「唯タソ」「ゆっぴー」。「唯タソ」の名付け親は、タレントの天野あい。

## 略歴
2006年に藤咲 由姫（ふじさき ゆき）としてデビュー。
2007年までは、ピンキーネットに所属。
2008年1月、エクセルヒューマンエイジェンシーへ移籍。
2010年1月20日、同年1月31日のライブイベント『Girls Train PARTY Vol.4 Back to Basic!!』をもって芸能界を引退することを自身のブログにて発表した。

## 作品

### DVD
藤咲由姫 名義
- 美少女は中学生（2006年7月21日、日本メディアサプライ）
- 完全Tバック宣言（2006年8月26日、ビーエムドットスリー）
- Cuteな彼女。（2006年、心交社）
- いもうとらんど（2006年、金銀財宝社）
- ゆき14才〜しちゃいました〜（2006年9月27日、オルスタックピクチャーズ）
- 激写 Special ゆき＆エンリン大暴走（2006年12月22日、日本メディアサプライ）
- 桃色聖春女学園 中等部編（2006年12月24日、レイフル）
- Eight（2007年、レイフル）
- EIGHT vol.2〜WET EIGHT〜（2007年、レイフル）
- 桃色姫（2007年、GPミュージアムソフト）
- YOGA-MIX（2007年、オルスタックピクチャーズ）
- PINK EROTEEN（2007年2月22日、アイドルファクトリー）
- アブナイ!!Tバック学園の大暴走（2007年5月18日、日本メディアサプライ）
- VOLTAGE X グラビア廃業（2007年10月15日、イーネットフロンティア）
- TREASURE BOX Vol.11（2008年6月27日、オークラ出版）
- 爆裂藤軍団（2008年10月13日、アイドルファクトリー）

いずみ唯 名義
- Starting Over（2009年1月25日、GPミュージアムソフト）
- ONLY-YUI（2009年4月24日、日本メディアサプライ）
- JUPITER（2009年7月17日、オルスタックピクチャーズ）
- GL 〜小悪魔たちの誘惑〜（2009年8月21日、エースデュース）
- 史絵.塾長の鉄娘養成トラの穴 1　鉄道車両の基礎・乗り鉄編（2009年9月29日、レイルビジョン）
- 史絵.塾長の鉄娘養成トラの穴 2 模型鉄・撮り鉄編（2009年10月29日、レイルビジョン）
- 史絵.塾長の鉄娘養成トラの穴 3 駅鉄・乗り鉄編2（2009年11月29日、レイルビジョン）

## 出演
※2006 - 2007年は全て藤咲由姫名義。

### テレビ番組
- ヴィーナスファイト（BS11）
- さまぁ〜ず式（TBS、2009年3月3日）「大竹湯～トピア」コーナー出演
- 史絵塾長の鉄娘養成虎の穴（つくばテレビ、2009年4月18日 - 10月15日） レギュラー出演
- グラビアの美少女 #450（MONDO TV、2009年7月31日）

### DVDドラマ
- 純粋ラプソディー・さくらのつぼみ（2008年、大洋図書）

### インターネット番組
- 江頭2:50のピーピーピーするぞ!（TFM＋、2008年11月20日）
- 森崎愛の四の字熟語（ニコニコ動画 アイパイ★ちゃんねる、2009年3月18日）

### ラジオ
- やまだひさしのラジアンリミテッドDX（TOKYO FM）
- ASIAN美少女FILE（有線ブロードバンド）
- ASIAN美少女〜プチドルスクール（有線ブロードバンド）

### イメージガール
- ウッドミッツ/Wood3（有限会社和興商会）（2009年4月 -）

### 携帯サイト
- アイドルがイッパイ

## 書籍

### 写真集
- 100%（2007年、オークラ出版）
- イマドキGal総集編〜悶々しちゃうぞ！〜（2007年11月、オークラ出版）
- 小娘EX vol.1（2008年6月、オークス）

### デジタル写真集
- 制服姿でラブドルデビュー（2007年、アイアップ）
- ピンクの水着（2007年、アイアップ）
- 白いビキニ水着（2007年、アイアップ）
- コアメディアeBook 藤咲由姫（2007年、コアメディア）
- GIRLS TRAIN 動画付写真集 No.037 いずみ唯（2009年、あっと驚く放送局）
- GIRLS TRAIN 動画付写真集 No.061 いずみ唯（2009年、あっと驚く放送局）